# Anna Ramírez Bauxell
Anna Ramírez Bauxell (Vic, 14 de març de 1981) és una ciclista professional catalana actualment a l'equip Lointek.
Del seu palmarès destaca els dos Campionats d'Espanya en ruta. El 2014, va repetir a Ponferrada, el campionat que havia aconseguit deu anys abans. El 2012 va fer pública una carta on es mostrava molt crítica amb la situació del ciclisme femení.
Combina la seva situació de ciclista amb la professió de mosso d'esquadra.

## Palmarès en ruta
- 2001
  - 2a al Campionat d'Espanya en ruta
- 2002
  - 2a al Campionat d'Espanya en ruta
- 2004
  -  Campiona d'Espanya en ruta
- 2008
  - 1a al Trofeu San Isidro
- 2011
  - 1a a la Copa d'Espanya
  - 2a al Campionat d'Espanya en ruta
- 2012
  - 2a al Campionat d'Espanya en ruta
- 2014
  -  Campiona d'Espanya en ruta
  - 3a al Campionat d'Espanya en contrarellotge

## Palmarès en ciclisme de muntanya
- 2015
  - 1a a la Titan Desert
- 2017
  - 1a a la Titan Desert

## Palmarès en ciclocròs
- 2013-2014
  - 1a al Trofeu Joan Soler